# Tweede van Swindenstraat 208
Tweede van Swindenstraat 208 te Amsterdam is een gebouw aan de Tweede van Swindenstraat, Dapperbuurt, Amsterdam-Oost.
Hier werd na 1882 druk gewerkt aan een uitbreiding aan de Dapperbuurt en daar behoorde ook een lagere school bij. In de Eerste Van Swindenstraat kwam al een school en in oktober 1891 werd aanbesteed een school der 1e klasse (dat wil zeggen voor arme gezinnen). Het ontwerp kwam van de Dienst der Publieke Werken met haar stadsarchitect Bastiaan de Greef. Het werd school nummer 76 in de kinderrijke stad Amsterdam. Het ontwerp is voornamelijk in de eclectische stijl met hier en daar tekenen van neorenaissance. Achteraf (21e eeuw) werd geconstateerd dat het gebouw voor een armenschool redelijk rijk geornamenteerd is. Het is symmetrisch opgebouwd uit twee bouwlagen met daarop een kap met drie dakkapellen. De versieringen zijn te vinden rondom raampartijen en centrale toegang. De centrale toegang risaleert enigszins naar voren. Het schoolgebouw van de Pontanusschool was tot de jaren zeventig geheel ingebouwd met aan de achterkant nog een school aan de Pieter Nieuwlandstraat, waarmee het de speelplaats deelde. Beide schoolgebouwen overleefden de saneringsslag in het kader van stadsvernieuwing in de jaren zeventig. Het gebouw bleef weliswaar staan, maar door die stadsvernieuwing waren er nog te weinig kinderen over om deze school open te houden. Ze sloot in zomer 1974 haar deuren.
De school had minstens één bekende leerling, de latere voetballer Sjaak Swart, die in zijn schoolperiode al op het Dapperplein voetbalde.
Door de sanering kreeg de school een ander huisnummer 108 werd 208. Daarbij was het vermoedelijk de bedoeling het vrijgekomen terrein ten westen van de school opnieuw te bebouwen; echter er kwam de kinderboerderij Dapperhoeve., gestart in 1979 en verlaten in 2010; het ging verder als botanische tuin.
Op 17 december 2013 werd het gebouw tot gemeentelijk monument verklaard. Het is het enige monument in de straat. In 2022 prijkt de naam Pontanusschool nog steeds boven de deur. In het gebouw is dan het Islamitische Centrum Yeni gevestigd met gebedsruimte.
Tijdens de Eerste Wereldoorlog waren hier militairen ingekwartierd.